# De Mortelen

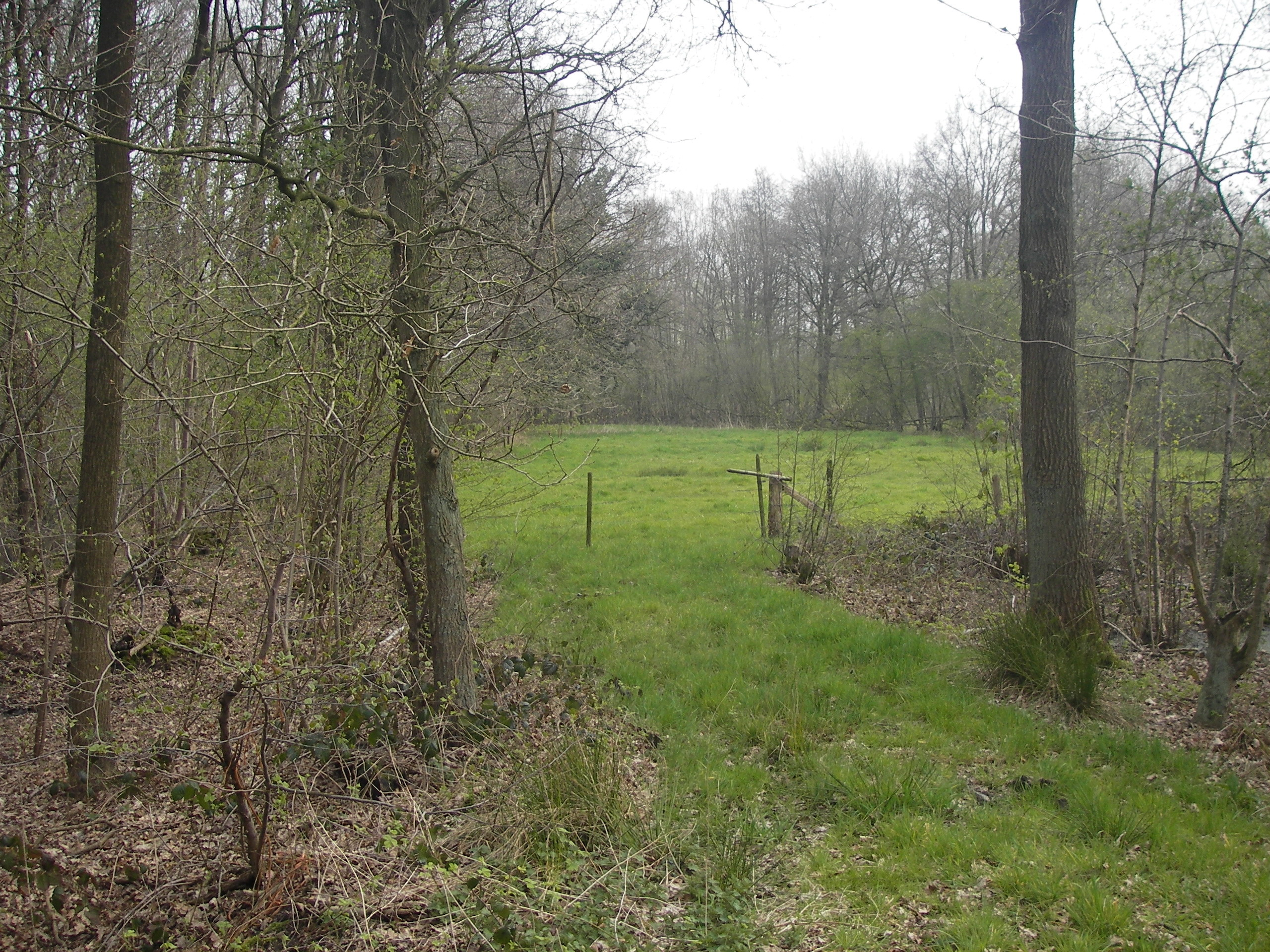
Door bos omzoomd weitje in de Mortelen

De Mortelen is het westelijke gedeelte van de beheerseenheid Mortelen en Scheeken dat in bezit is van de Stichting Brabants Landschap. De Mortelen zijn gelegen in de gemeenten Oirschot, Best en Boxtel. Het gebied omvat complexen als Achterste Broek, Woekens, Berendonken, Kuppenbunders, en Ooiendonk. Het betreft zowel een coulisselandschap met populierenbos en met houtwalletjes omzoomde zowel als stukken oud hakhoutbos waarin kleinschalige weiden liggen. De Mortelen vormen een schakel in het "Het Groene Woud": een keten van grote natuurgebieden in Midden-Brabant van Tilburg tot Schijndel.

## Ontstaan
De Mortelen heeft betrekking een laag gebied ten noorden van de Midden-Brabantse dekzandrug. Hierdoor was en is het een kwelgebied met veel leem in de bodem. Dit gebied was te drassig om intensief bewoond te worden. Ook heden treft men er nog weinig bewoning aan.
De inzijggebieden ten noorden van de dekzandrug maar ten zuiden van De Mortelen daarentegen waren droger en hier werd Romeins en Merovingisch aardewerk aangetroffen. Denkbaar is dat deze gebieden continu bewoond zijn geweest, al zijn schriftelijke bronnen pas uit de 10e en 11e eeuw bekend. Het betreft de buurtschappen Notel, Aarle, Hersel en Hedel. De akkertjes rond deze nederzettingen groeiden aaneen tot grote akkercomplexen, waar vanaf de hoge middeleeuwen een esdek ontstond. In de eigenlijke Mortelen zijn dergelijke bodems niet aanwezig.
De eerste ontginningen waren beemden, die zich bevonden langs beekdalen of in laagten. Deze zullen omstreeks 1200 zijn begonnen. Heerenbeek en Velder waren grotere landbouwontginningen die in de loop van de 18e eeuw in landgoederen werden omgezet. In de loop van de 19e eeuw werd de overgebleven heide bebost, en omstreeks de helft van die eeuw waren er nog maar kleine stukjes heide over die vanaf het einde van de 19e eeuw ook ontgonnen werden.
De weinige boerderijen in De Mortelen liggen op plaatsen waar in ieder geval in 1850, en waarschijnlijk veel eerder, al bebouwing was. Ook de wegen in het gebied hebben al een dergelijke ouderdom. De scheidingen tussen de gemene gronden van de verschillende herdgangen werd nog in de 17e eeuw aangegeven met schei-eiken. In het oude cultuurlandschap hadden en hebben de percelen een onregelmatige vorm, terwijl oude beplantingen ook tegenwoordig nog terug te vinden zijn in het landschap.
Het kleinschalige cultuurlandschap is van hoge waarde, aangezien dit in de rest van Noord-Brabant vaak door ruilverkaveling verloren is gegaan. Wegen en perceelgrenzen komen overeen met natuurlijke landschapselementen zoals kleine hoogteverschillen. Ontginningen geschiedden individueel in de vorm van kampjes: geïsoleerde akkers te midden van woeste grond, waarbij ook aan de aanwezige dekzandkopjes (donken) kan worden gedacht. De jongere heide-ontginningen in het noorden van het gebied zijn grootschaliger en kennen rechte percelen. Een dergelijk landschap komt in Noord-Brabant veelvuldiger voor. Een voorbeeld is het Kinderbos dat zich in het uiterste noordwesten van het gebied bevindt. Dit soort heidebebossingen had bodemverbetering ten doel, en veel werd in de 2e helft van de 19e eeuw weer gekapt om omgezet te worden in landbouwgrond.

## Plantengroei

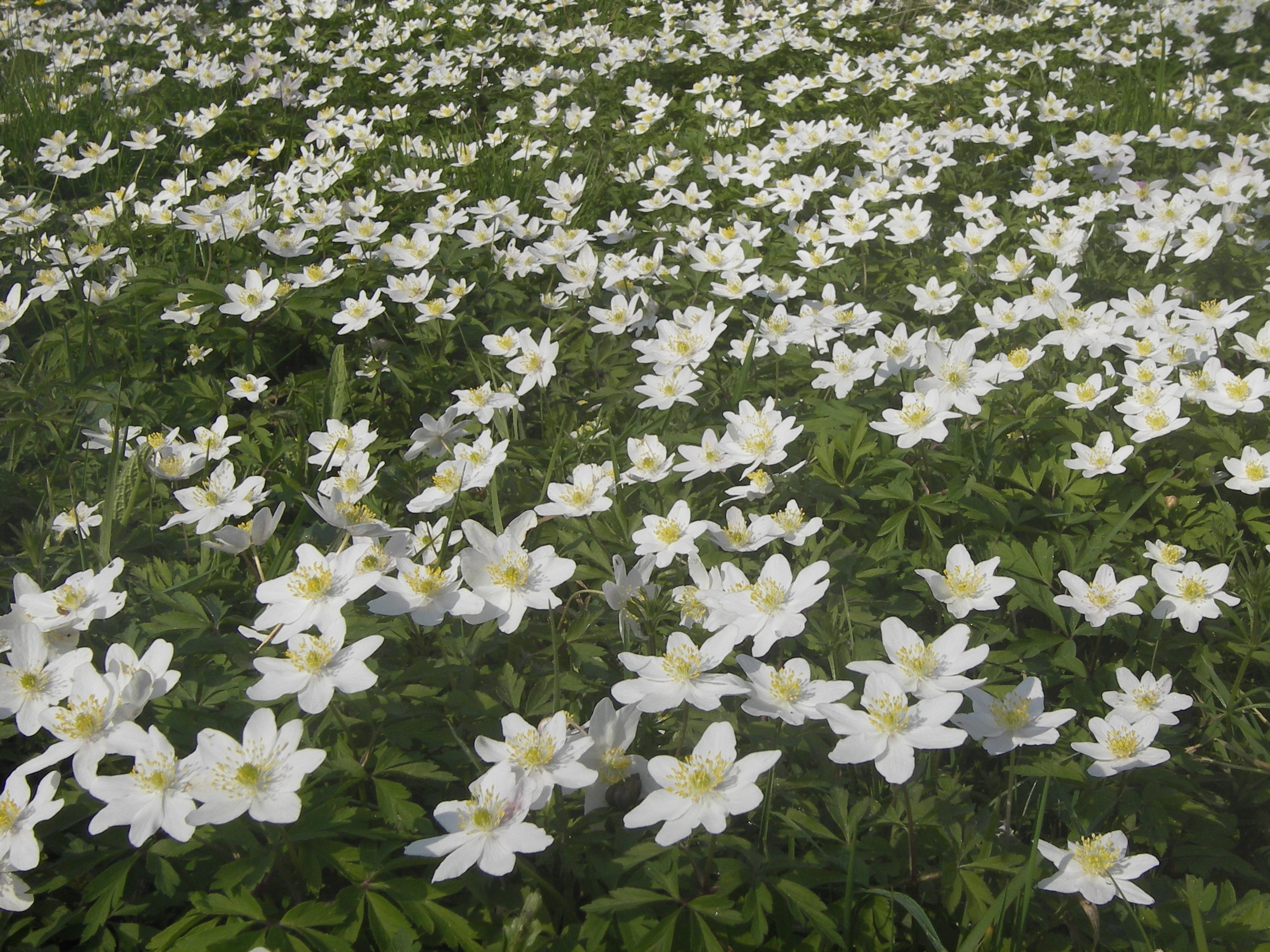
Een tapijt van bosanemonen, typisch voor de Mortelen

De vele vochtige bosjes in het oude cultuurlandschap hebben soms een hoge ouderdom en dienden als hakhoutbosjes. In de ondergroei daarvan, in de bermen en langs waterlopen komen diverse plantensoorten voor die in het voorjaar uitbundig bloeien, zoals de -tot groot plezier van de toeristen- op veel plaatsen massaal optredende Bosanemoon en Slanke sleutelbloem, verder soorten als Welriekende agrimonie, Gele dovenetel, Gulden boterbloem, Grootbloemmuur, Dalkruid, Veelbloemige salomonszegel, Lelietje-van-dalen. Op beschaduwde, natte plekken ziet men bijzondere varens zoals de Dubbelloof, langs paden groeien de weinig opvallende Ruige veldbies en de halfparasiet Hengel. In het verborgene groeien bijzonderheden als de Eenbes en de Keverorchis. Sommige bosjes zijn op rabatten aangelegd.
De voormalige beemden in het westen van het gebied zijn ooit zeer nat geweest, maar tegenwoordig zijn ze droger en voedselrijker.

## Recreatie
Door het gebied is een aantal wandelingen uitgezet, te bereiken vanaf de Oude Grintweg. Begin april trekt vooral de massale bloei van bosanemoon en slanke sleutelbloem veel bezoekers.